# Centro (Madrid)

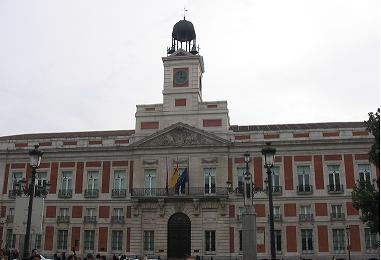
Casa de Correos, a la Puerta del Sol, seu del govern de la Comunitat de Madrid.

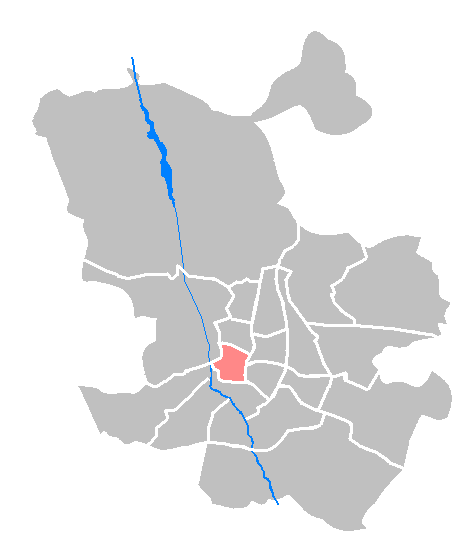
El Districte de Centro.

Centro (en català Centre) és un dels 21 districtes de la ciutat de Madrid. Té una superfície de 5,23 km² i una població de 149.718 persones. El districte està identificat per l'Ajuntament amb el número 1 i està dividit en sis barris: Palacio (1.1), Embajadores (1.2), Cortes (1.3), Justicia (1.4), Malasaña (1.5) i Sol (1.6).

## Història
El districte Centro de Madrid és la zona més antiga de la ciutat. La primera constància de l'existència d'un assentament estable data de l'època musulmana. En la segona meitat del segle ix, l'emir de Còrdova Muhàmmad I de Còrdova (852-886) construeix una fortalesa en un promontori al costat del riu, en el lloc que avui ocupa el Palau Reial, amb el propòsit de vigilar els passos de la serra de Guadarrama i ser punt de partida de ràtzies contra els regnes cristians del nord; actualment encara es conserven algunes restes de la muralla. Al costat de la fortalesa es desenvolupa a l'est un petit raval. Aquesta població rep el nom de Dt.ǧrīṭ o Magerit. A excepció de la muralla pocs edificis es conserven d'aquesta època.
La ciutat passa a mans cristianes en 1085, prosperant fins que en 1123 rep el títol de vila. Felip II decideix instal·lar la cort a Madrid en 1561. Aquest fet serà decisiu per a l'evolució de la ciutat. A partir d'aquesta època es construeix gran part dels edificis i monuments més antics i que estan situats en l'anomenat Madrid dels Àustries que avui dia pertany a aquest districte.
Amb l'arribada de la il·lustració la ciutat supera els límits de l'actual districte Centro; no obstant això, la majoria de nous monuments segueixen construint-se en aquest. És el cas del Palau Reial o la font de Cibeles. Els Borbó, especialment Carles III, tindran la fixació de convertir Madrid en una ciutat a l'altura de les noves viles europees, prenent-se com a model París. Així, faran grans inversions en infraestructura, especialment clavegueram i edificis públics.
Els segles xix i xx, amb l'arribada de les democràcies, la ciutat seguirà creixent i embellint-se. Amb el regnat d'Isabel II es construeix l'edifici del Congrés de Diputats, en les proximitats de la Puerta del Sol, i en 1909 s'inaugura l'emblemàtic Palacio de Comunicaciones.
El districte Centro allotja l'edifici del govern de la Comunitat de Madrid, en la Puerta del Sol. Fins a l'any 2007, en el districte també es localitzava l'edifici de l'Ajuntament de Madrid, en la Plaza de la Villa. Actualment s'allotja al Palau de Cibeles, que pertany al Districte de Retiro.

## Demografia i divisió administrativa

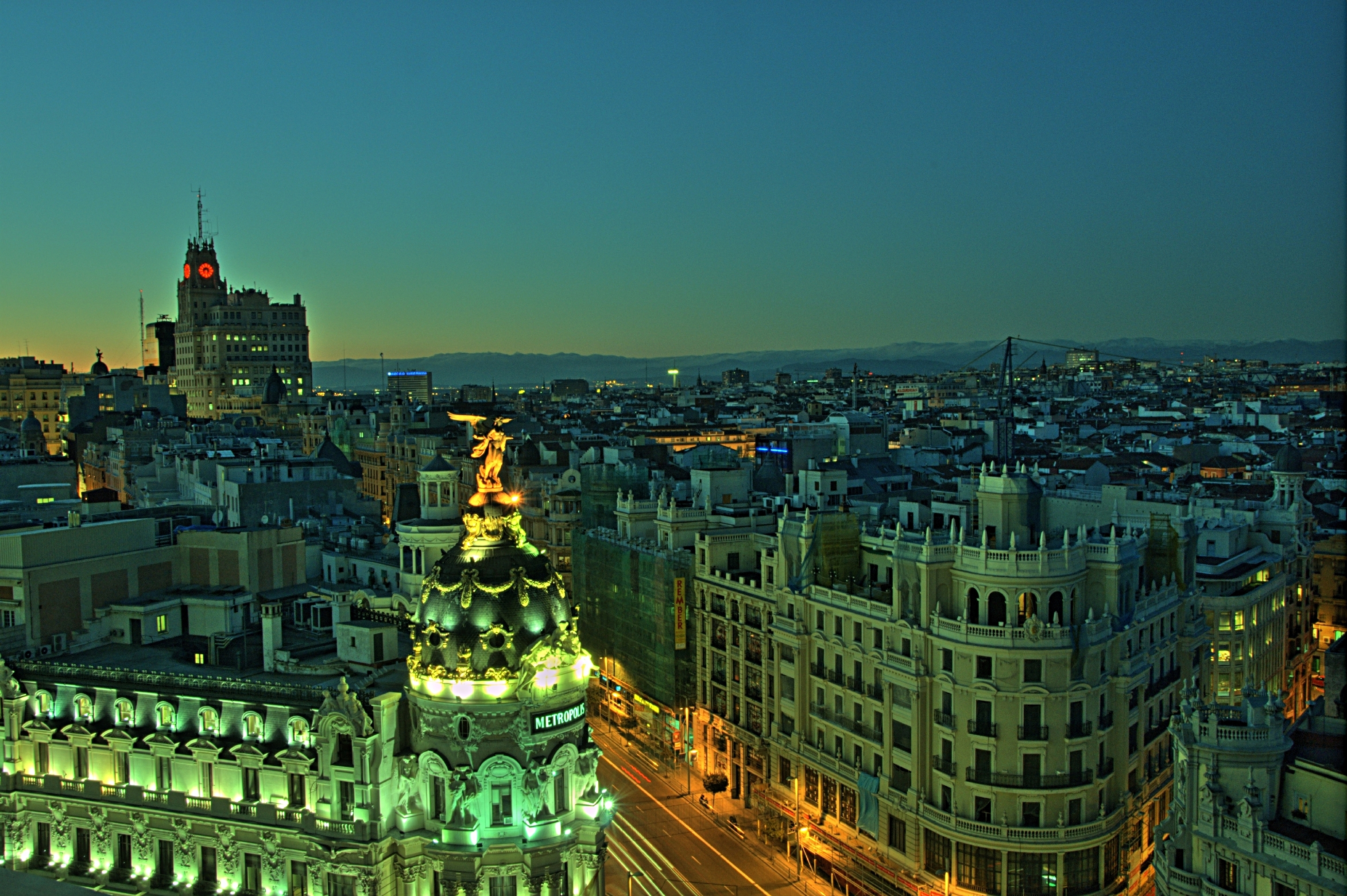
Vista parcial del districte des del Círculo de Bellas Artes.

### Límits del districte
El districte té una superfície de 523,73 ha i està delimitat en gran part per les Rondes, o primer anell.
Per tant, el límit discorre per les rondes de Segòvia, Toledo, València i Atocha pel sud, amb els districtes d'Arganzuela i Latina; a l'est pel Passeig del Prado i de Recoletos fins a la plaça de Colón, limitant amb els districtes de Retiro i Salamanca; pel nord pels carrers Gènova, Sagasta, Carranza i Alberto Aguilera, amb el districte de Chamberí i per l'oest pels carrers Princesa, Cuesta de San Vicente i Passeig de la Virgen del Puerto, amb el districte de Moncloa-Aravaca.

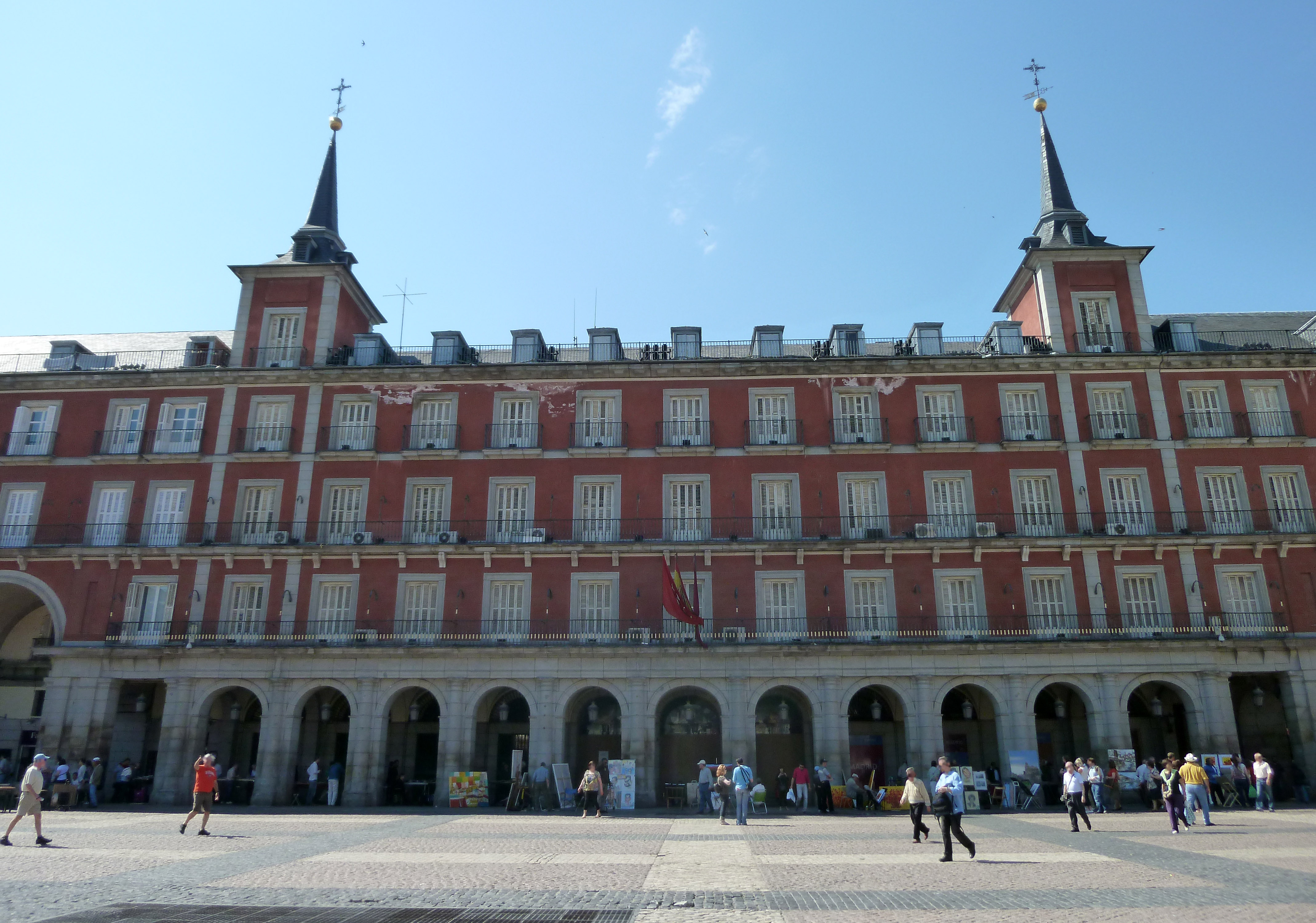
Façana de la Casa de la Carnicería, seu de la Junta Municipal del Districte Centro.

### Població
La població arriba als 149.718 habitants, dels quals 42.868 són immigrants, la qual cosa suposa un 28,63% del total. Per barris, els més poblats són Embajadores amb 51.527 habitants i Universidad i Palacio, amb 35.349 i 24.811 respectivament (cens 2006).

### Llocs d'interès

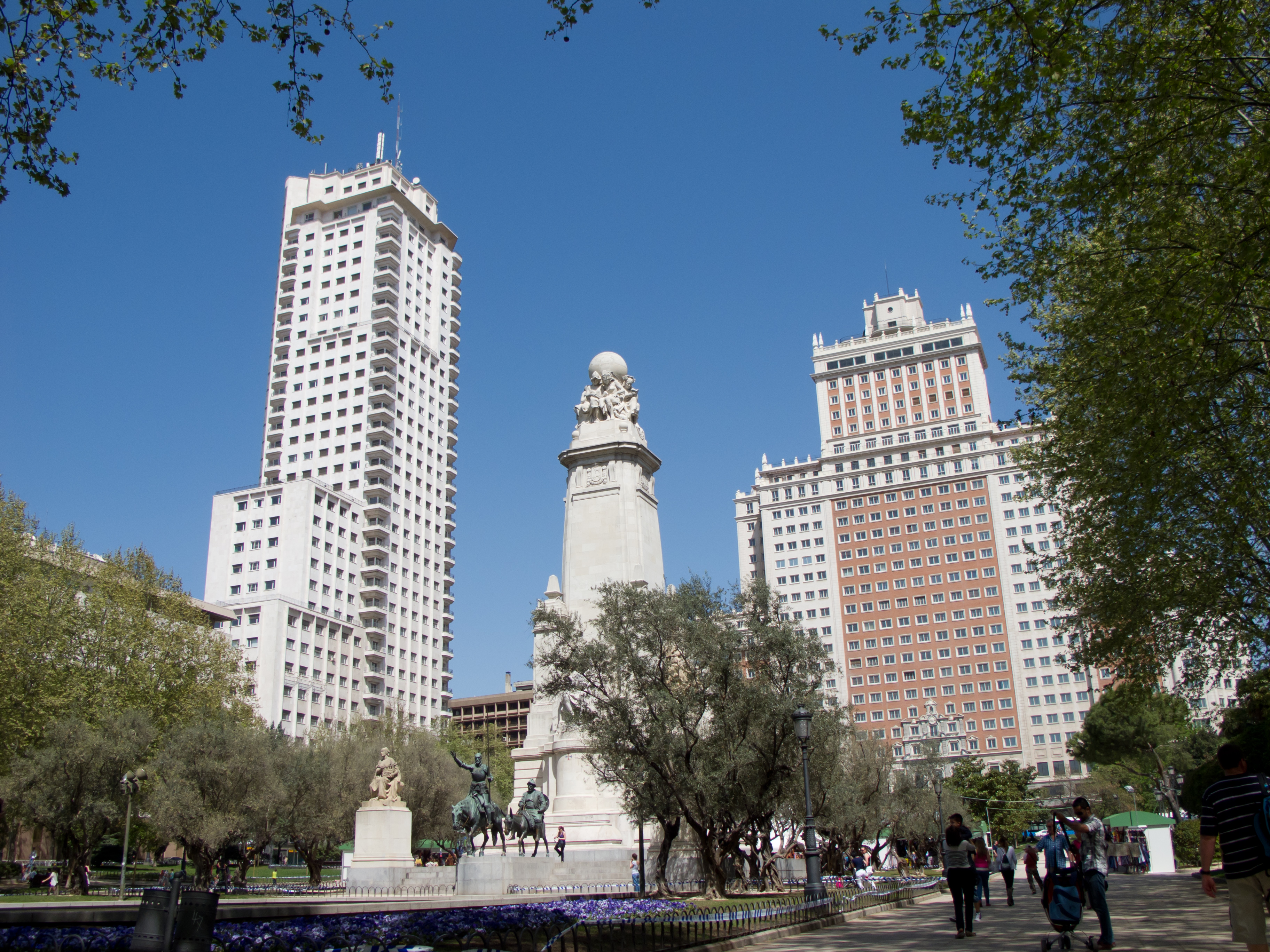
La Plaza de España amb la Torre de Madrid i l'Edifici España al fons.

- La Puerta del Sol
- La Plaça d'Oriente
- La Plaza Mayor i l'Arc de Cuchilleros
- La Gran Vía
- La Plaza de España
- La Plaza de Colón
- El Paseo del Prado
- La Plaça de la Lealtad
- La Font de Cibeles
- La Plaza de Santa Ana
- El Barri de La Latina
- El Madrid dels Àustries
- La Plaça de la Villa de París

### Edificis i monuments
- El Palau Reial
- L'Edifici Metrópolis
- La Catedral de l'Almudena

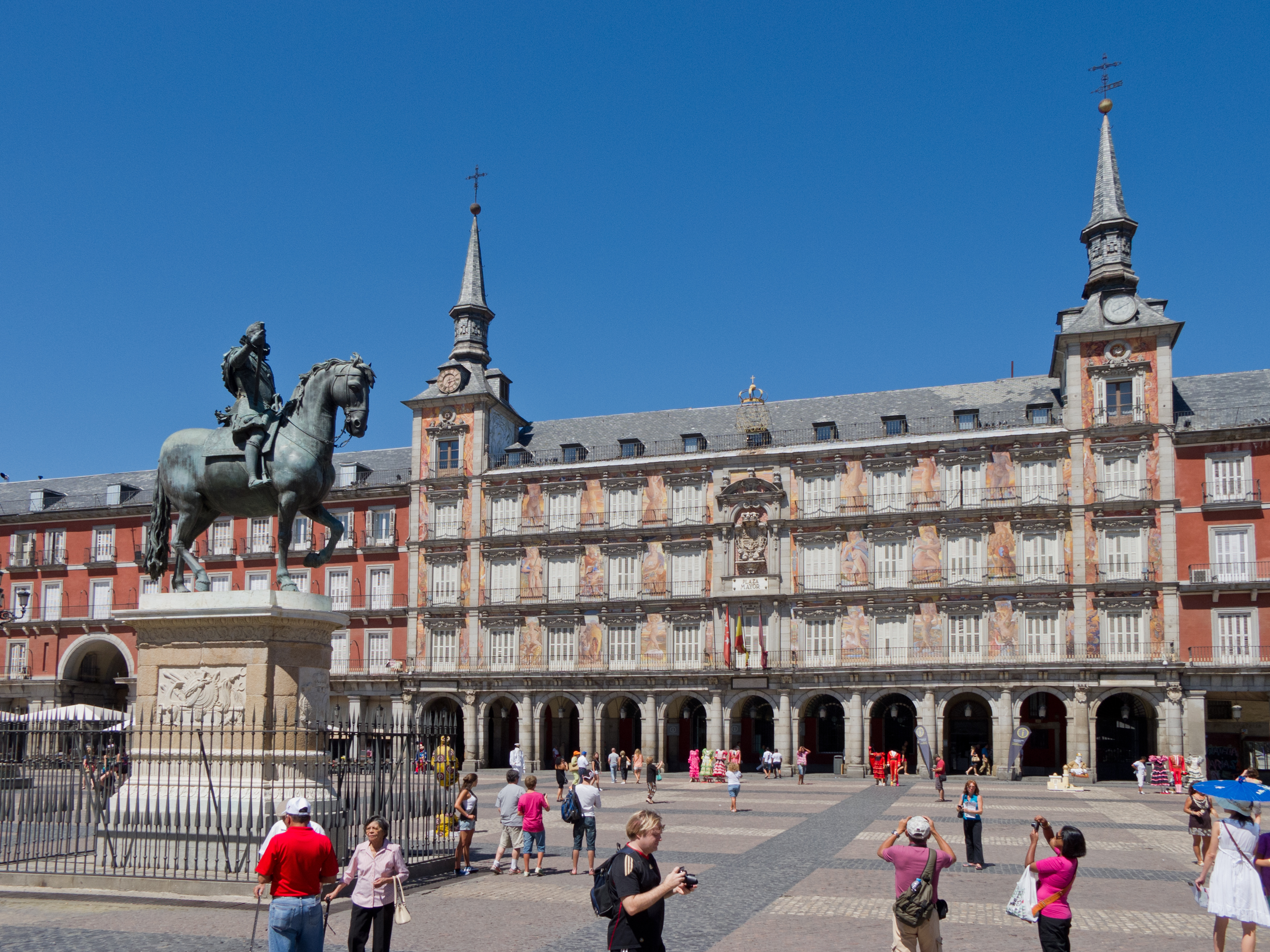
Plaça Mayor de Madrid

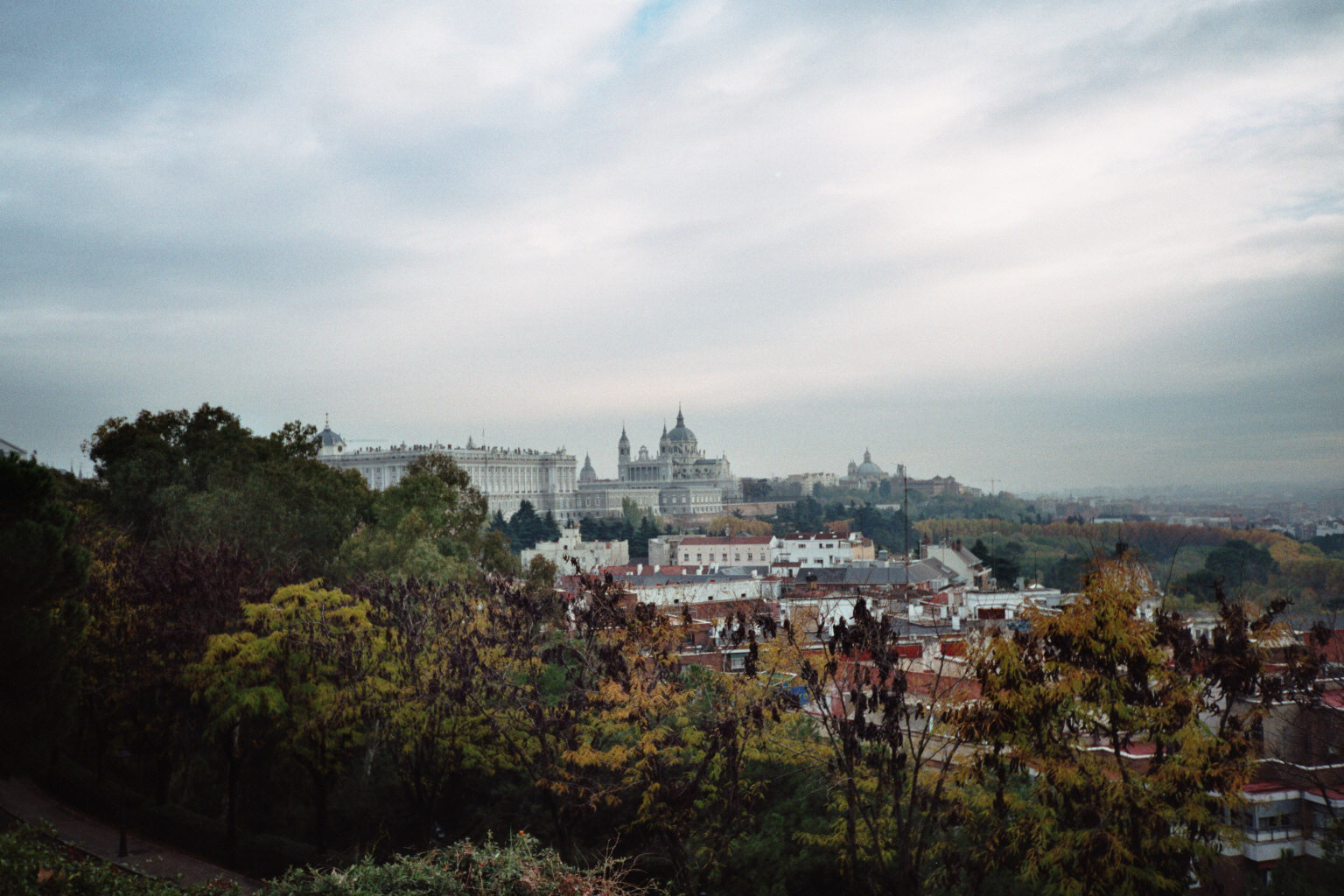
Palau Reial, Catedral de l'Almudena i San Francisco el Grande, vista oriental

- Basílica de San Francisco el Grande
- La Puerta de Toledo
- Casino de la Reina
- Fábrica de Tabacos
- El Palau de les Corts
- El Teatre Reial
- L'Edifici del Banc d'Espanya
- L'Hotel Palace
- El Convent de las Salesas Reales

### Gratacels
El districte centro es caracteritza per tenir edificis d'entre quatre i sis plantes, però hi ha tres dels gratacels més antics d'Espanya: l'Edifici Telefónica, l'edifici España i la Torre de Madrid.

### Altres llocs d'interès
Altres llocs d'interès són:
- L'àrea de Chueca, al barri de Justicia, amb una important presència gai.
- L'anomenat Barrio de las Letras, on ha tingut lloc bona part de la història literària de Madrid des del Segle d'Or fins al segle xx, molt animat de nit.
- Alguns dels nombrosos tablaos flamencs.

### Museus i galeries
- El Museu Thyssen-Bornemisza
- El Museu Reina Sofia
- El Museu de la Reial Acadèmia de Belles Arts de San Fernando
- El Monestir de las Descalzas Reales
- El Real Monasterio de la Encarnación
- El Museo Municipal
- L'Armeria Reial d'Espanya